# Норакерт (Гегаркуник)
Нораке́рт (арм. Նորակերտ) — село в Армении, Варденисский район Гехаркуникской области. Село на северо-востоке граничит с Чамбаракским районом, на юго-востоке с селами Шишкая и Тотван, на западе с Мартунийским районом Армении.

## Население
Население Норакерта — 992 человека на 1 января 2010, 983 человека на 1 января 2012.
Большинство жителей в советское и постсоветское время составляют армяне, незначительная часть населения — курды. Последние во время экономического кризиса в Армении в 1990-е годы в большинстве своём покинули село, при этом несколько курдских семей по-прежнему там проживают.

## Экономика
Область деятельности населения в советское время — животноводство и выращивание табака. В наши дни преобладает натуральное хозяйство, предприимчивая часть сельчан занимаются мелким бизнесом.